# شهرستان جاسپر (ایندیانا)
شهرستان جاسپر، ایالت ایندیانا (به انگلیسی: Jasper County, Indiana) شهرستانی در ایالات متحده آمریکا است که در ایندیانا واقع شده‌است.